# Eldor Shomurodov
Eldor Azamat oʻgʻli Shomurodov (uzb. cyr. Элдор Азамат ўғли Шомуродов, ur. 29 czerwca 1995 w Jarqoʻrgʻon) – uzbecki piłkarz występujący na pozycji napastnika w tureckim klubie İstanbul Başakşehir do którego jest wypożyczony z AS Roma oraz w reprezentacji Uzbekistanu, której jest kapitanem.

## Kariera klubowa
Wychowanek klubu Mash’al Muborak. 12 kwietnia 2014 zadebiutował w Oʻzbekiston PFL w wyjazdowym meczu przeciwko Olmaliq FK. Łącznie wystąpił w 9 spotkaniach ligowych tego klubu. W 2015 roku podpisał kontrakt z Bunyodkorem Taszkent. Przez 2,5 roku występów w tym klubie zdobył 18 bramek w 66 meczach ligowych. Występował także w Lidze Mistrzów AFC, gdzie w żadnym z trzech sezonów nie udało się jego drużynie awansować z fazy grupowej.
15 lipca 2017 Bunyodkor ogłosił, że Shomurodov przenosi się do FK Rostów. W Premjer-Lidze zadebiutował 30 lipca 2017 w meczu z Amkarem Perm. W sierpniu 2019 roku został wybrany zawodnikiem miesiąca w lidze rosyjskiej. W tym samym sezonie zdobył 11 goli, stając się najskuteczniejszym strzelcem zespołu. 1 października 2020 podpisał kontrakt z Genoą CFC, która zapłaciła za niego 8 mln euro. Stał się w ten sposób najdroższym uzbeckim piłkarzem w historii. 19 października 2020 zadebiutował w Serie A w spotkaniu z Hellasem Verona (0:0). Pierwszą bramkę w lidze zdobył 30 listopada z Parmą (1:2). W pierwszym sezonie we Włoszech szczególnie udana była dla niego końcówka. W ostatnich sześciu meczach zdobył 5 bramek.
Dobra forma z maja wzbudziła zainteresowanie zawodnikiem ze strony AS Romy. 2 sierpnia 2021 rzymski klub wykupił Shomurodova za 17,5 miliona euro. W drużynie prowadzonej przez José Mourinho zadebiutował 19 sierpnia w meczu kwalifikacji Ligi Konferencji Europy UEFA, zdobywając tam zwycięską bramkę. 22 sierpnia w meczu z Fiorentiną pierwszy raz wystąpił w Serie A w barwach Romy. Pierwszą bramkę w lidze włoskiej dla rzymskiego klubu zdobył 7 listopada w starciu z Venezią (2:3). W swoim pierwszym sezonie w Romie rozegrał we wszystkich rozgrywkach 40 meczów, zdobywając 5 goli. Z klubem zdobył Ligę Konferencji Europy. Stał się w ten sposób pierwszym Uzbekiem, który wygrał rozgrywki UEFA.

## Kariera reprezentacyjna
Występował w reprezentacji Uzbekistanu do lat 19 na Mistrzostwach Azji U-19 w roku 2014 i zakwalifikował się do Mistrzostw Świata FIFA U-20 w roku 2015. Na światowym czempionacie rozegrał wszystkie 5 meczów w których strzelił 2 gole.
Shomurodov zadebiutował w seniorskiej reprezentacji Uzbekistanu 3 września 2015 w meczu eliminacji do Mistrzostw Świata 2018 przeciwko Jemenowi. 8 października 2015 roku zdobył swoją pierwszą bramkę w kadrze pokonując bramkarza reprezentacji Bahrajnu. Został powołany na Puchar Azji 2019. Tam, zdobywając 4 bramki, był najlepszym strzelcem Uzbekistanu.

## Sukcesy

### Mash’al Muborak
- Puchar Ligi: 2014

### AS Roma
- Liga Konferencji Europy UEFA: 2021/2022

### Wyróżnienia
- 2. miejsce w plebiscycie na najlepszego piłkarza Azji: 2015
- Piłkarz miesiąca w Priemjer-Lidze: Sierpień 2019